# Taavi Aas
Taavi Aas (Tallinn, 10 gennaio 1966) è un politico estone, Ministro degli affari economici e delle infrastrutture dal 2019 al 2022 e Sindaco di Tallinn dal 2015 al 2019.

## Biografia
Nato e cresciuto a Tallinn si è laureato nel 1991 presso l'Accademia estone di agricoltura in economia ed organizzazione agricola. A partire dai primi anni '90 è stato dirigente di numerose aziende pubbliche e private, inclusi alcuni ospedali di Tallinn e la Tallinna Autobussikoondis.
Si è presentato alle elezioni parlamentari nel 2003, nel 2007, nel 2011 e nel 2015, ricevendo poco più di un centinaio di voti e non risultando eletto in tutte e quattro le occasioni.
Nel 2005 è divenuto Vicesindaco di Tallinn, sovrintendendo i lavori del Consiglio per l'urbanistica e del Consiglio dei trasporti, sovrintendendo tra le maggiori opere il rifacimento di piazza della Libertà e l'introduzione della gratuità del trasporto pubblico per i residenti. Nel settembre 2015 in seguito alla rimozione dall'incarico del sindaco Edgar Savisaar Aas è divenuto sindaco ad interim, venendo confermato alle elezioni del 2017; durante il suo mandato sono stati avviati numerosi progetti riguardanti la rete stradale della città.
Si è presentato per la quinta volta alle elezioni parlamentari nel 2019, risultando eletto al Riigikogu; contestualmente annunciò che si sarebbe dimesso dalla carica di sindaco, venendo sostituito dal suo vice Kalle Klandorf e poi da Mihhail Kõlvart. Poco dopo l'elezione al parlamento è stato nominato Ministro degli affari economici e delle infrastrutture nel secondo governo Ratas, rimanendo in carica anche nel primo governo Kallas fino alla sua rimozione insieme agli altri colleghi del Partito di Centro. Terminato il mandato ministeriale è tornato a sedere in parlamento e si è ripresentato alle elezioni parlamentari del 2023, non risultando eletto.